# Димич, Нада
На́да Ди́мич (серб. Нада Димић; 6 сентября 1923, Дивосело — 21 марта 1942, Стара-Градишка) — югославская партизанка, участница Народно-освободительной борьбы в Югославии, Народный герой Югославии.

## Биография

Нада Димич

Нада Димич родилась в селе Дивосело под Госпичем, окончила там среднюю школу, после чего училась в Академии торговли в Земуне, где успела проучиться один год. В 1938 году вступила в Союз коммунистической молодёжи Югославии, а в 1940-м стала членом Коммунистической партии. Вела революционную деятельность в Белграде, Земуне, Сисаке.
В июне 1941 года Нада Димич вступила в Сисакский партизанский отряд, дислоцировавшимся в Брезовицах, став первой женщиной отряда. Она участвовала в диверсиях на линии Загреб—Сисак, а в лесах Шикара отвечала за технику в окружном комитете Коммунистической партии Хорватии по Сисаку, тиражировала пропагандистские материалы. В июле 1941 года была прервана связь между партийными организациями города и отряда, и Наде Димич была поставлена задача восстановить её. Во время выполнения этого задания она была схвачена усташскими агентами и помещена в загребскую тюрьму. Однако, с помощью загребских коммунистов ей удалось бежать в Кордун, на Петрову гору. Там была поставлена задача отправляться в Карловац, встретиться с местной партийной организацией и членом Центрального комитета Коммунистической партии Хорватии Йосипом Крашем. В октябре того же года Димич стала членом Окружного комитета КПХ по Карловацу. Среди прочего, она занималась поддержкой связи между Карловацом и Кордуном. Она принимала участие в разработке плана по освобождению партизана Марияна Чавича из больницы Карловаца, где он находился в усташском плену. Операцию проводил отряд Вечеслава Холеваца, состоящий из 23 человек. Несмотря на то, что освободить Чавича не удалось (к тому моменту он был уже переведён из больницы), операция нанесла серьёзный ущерб репутации оккупационных властей.
В декабре Нада Димич была вновь арестована усташской полицией. Сначала она содержалась в Карловаце, потом на Савской цесте в Загребе. Девушка подвергалась жестоким пыткам, но не сообщила даже своего имени. В конечном итоге, она была переведена в концентрационный лагерь Стара Градишка. После пыток её состояние было очень плохим и её поддерживали товарищи по партии. Из-за плохих условий содержания Нада заболела тифом и переведена в больницу «Доктор Гавро», где и была расстреляна предположительно 20 марта 1942 года.
Указом президента Югославии Иосипа Броз Тито от 7 июля 1951 года Наде Димич было присвоено звание Народного героя Югославии.
Нада Димич стала символом мужества, смелости и самопожертвования. В её честь была названа одна из улиц Земуна, бывшая торговая академия, в которой она училась (ныне — Средняя экономическая школа) и завод в Загребе.
18 марта 2012 года на мемориальной площади Ясеновац состоялся круглый стол «Нада Димич в культурной памяти», посвящённый 70-й годовщине её гибели.